# Санчес, Джон Хайро
Джон Ха́йро Са́нчес Энри́кес (исп. Jhon Jairo Sánchez Enriquez; род. 30 июля 1999, Манта, Эквадор) — эквадорский футболист, полузащитник клуба «Васко да Гама».

## Биография
Санчес — воспитанник клуба «Манта» из своего родного города. В 2014 году он дебютировал за команду во Второй лиге Эквадора. В 2017 году Джон перешёл в «Индепендьенте дель Валье». 19 февраля в матче против «Текнико Университарио» он дебютировал в эквадорской Примере. В поединке против «Эмелека» Джон забил свой первый гол за «Индепендьенте дель Валье». В матчах Южноамериканского кубка против аргентинского «Индепендьенте» и бразильского «Коринтианса».

## Титулы
- Чемпион Эквадора (1): 2021 (постфактум)
- Обладатель Южноамериканского кубка (1): 2019